# 食鳥処理の事業の規制及び食鳥検査に関する法律
食鳥処理の事業の規制及び食鳥検査に関する法律（しょくちょうしょりのじぎょうのきせいおよびしょくちょうけんさにかんするほうりつ、平成2年6月29日法律第70号）は、家きんの生産の実態および食鳥の疾病の発生の状況を踏まえ、食鳥肉等に起因する衛生上の危害の発生防止に関する法律。食品衛生法の特別法である。

## 主務官庁
- 厚生労働省健康・生活衛生局食品監視安全課

農林水産省消費・安全局畜水産安全管理課および食品安全政策課、動物検疫所と連携して執行にあたる。

## 構成
- 第1章 - 総則
- 第2章 - 食鳥処理の事業の許可等
- 第3章 - 食鳥処理業者の遵守事項
- 第4章 - 食鳥検査等
- 第5章 - 指定検査機関
- 第6章 - 雑則
- 第7章 - 罰則
- 附則

## 資格
- 食鳥処理衛生管理者「国家資格」